# Jesús García Sanjuán
Jesús García Sanjuán (Saragossa, 22 d'agost de 1971) és un futbolista aragonès, ja retirat.

## Trajectòria
García Sanjuán va passar la major part de la seua carrera en el club de la seua ciutat, el Reial Saragossa, on es va formar. Va debutar en primera divisió amb l'equip aragonès el 24 d'abril de 1991, davant l'Sporting de Gijón. A La Romareda va estar-hi vuit anys, fins al 1998.
Amb el Saragossa va assolir la màxima fita de la seua carrera en guanyar la Recopa de 1995 davant l'Arsenal de Londres. Va jugar 24 minuts de la final, després d'entrar com a substitut. Un any abans havia guanyat la Copa del Rei.
El 1997, va ser cedit al Wolverhampton Wonderers anglès, on només va jugar quatre partits de lliga i tres de la Copa de la Lliga. Va tornar a la competició espanyola a les files del debutant Vila-real primer, i del Còrdova després.
El 2000 va retornar a les Illes Britàniques, aquesta vegada a Escòcia, a les files de l'Airdrie, reclutat per Steve Archibald. Vuit mesos després, va ser traspassat al Kilmarnock FC, on es va estar dos anys a la Premier League escocesa abans de retirar-se el 2003.